# Приріч'є
Прирі́ч'є (рос. Приречье) — селище у складі Юргинського округу Кемеровської області, Росія.

## Населення
Населення — 97 осіб (2010; 128 у 2002).
Національний склад (станом на 2002 рік):
- росіяни — 91 %